# Петлюра Олександр Васильович
Петлюра Олександр Васильович (Хорольський)  (29 серпня 1888, Полтава — 4 березня 1951, Торонто) — полковник Армії УНР, хорольський повітовий комісар (12-28 квітня 1918).

## Походження
Олександр був молодшим братом Симона Петлюри, голови Директорії Української Народної Республіки та Головного Отамана УНР.

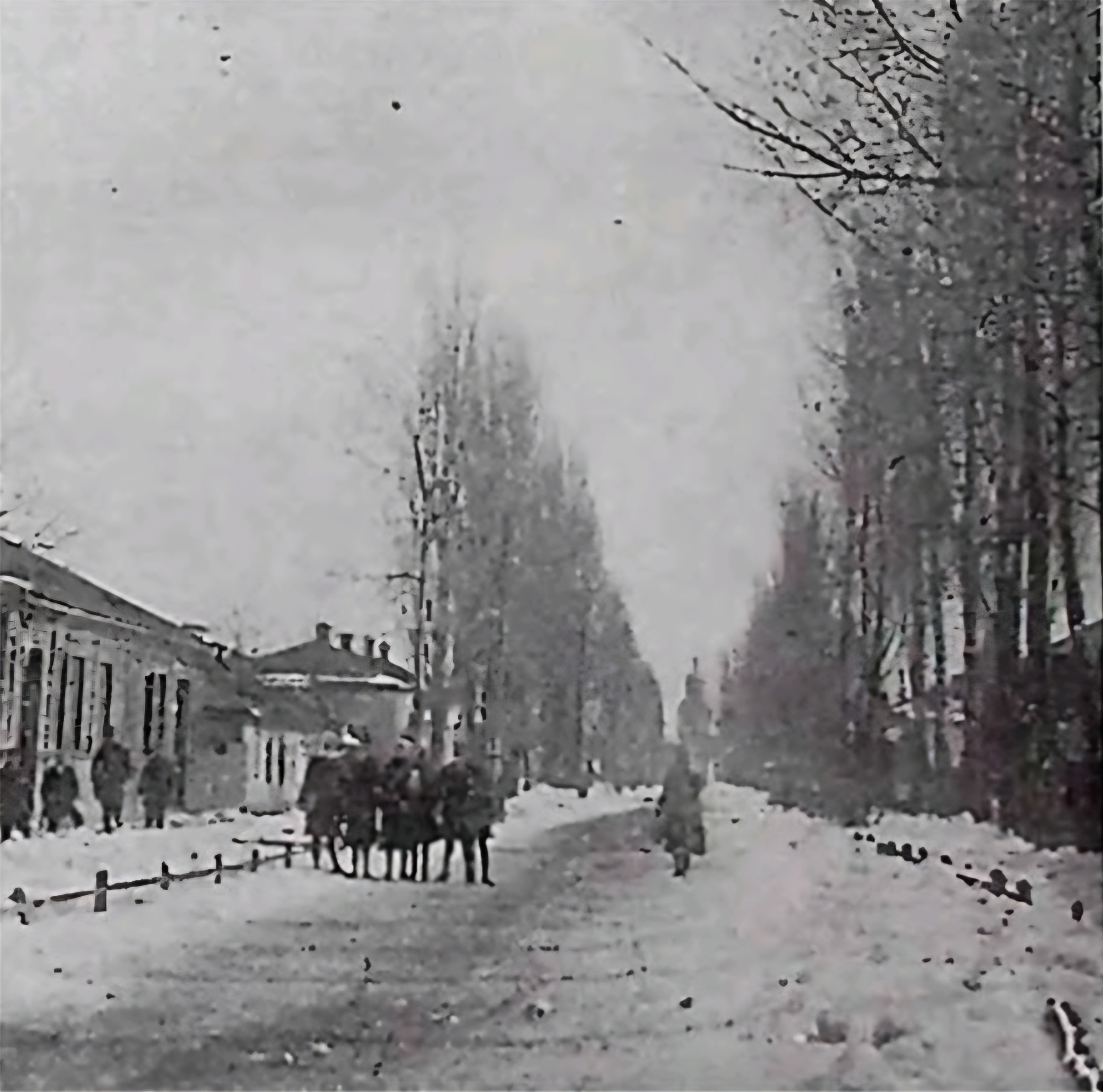
Вулиця Загородня в Полтаві, на якій стояв будинок батьків Олександра Петлюри (на світлині зліва від групи людей), 1920 рік.

Народився 29 серпня 1888 р. у Полтаві, у сім'ї міщан, і був наймолодшим із дванадцяти дітей Василя та Ольги Петлюр. Батько володів невеликим візницьким підприємством, що складалося з п'яти-шести пар коней, і так заробляв на утримання родини, мати займалася домашнім господарством та вихованням дітей.

## Освіта і служба в царській армії
Закінчив 4-класну Полтавську духовну семінарію. На продовження навчання у духовному закладі батькам Олександра бракувало коштів. З початком Першої світової війни був мобілізований однорічником до 34-го піхотного Сєвського полку. Служив у 436-й пішій дружині. Закінчив 3-тю Київську школу прапорщиків (липень 1915 р.), служив помічником курсового офіцера цієї школи. З 2 лютого 1916 р. — молодший офіцер 27-го запасного піхотного полку. З 6 квітня 1917 р. — 399-го піхотного Нікопольського полку. Останнє звання у російській армії — підпоручик.

## Перші Визвольні Змагання

Олександр Петлюра на еміграції

З 29 червня 1917 р. — командир сотні 1-го Українського запасного козацького полку (згодом — полк ім. Дорошенка) військ Директорії. З 15 листопада 1917 р. — командир куреня Дорошенківського полку.
Коли наприкінці 1917 року внаслідок суперечок у Центральній Раді й Генеральному Секретаріаті дійшло до розбіжностей думок (головно стосовно організації української армії й ставлення до центральних держав), прихильник переговорів із державами Антанти генеральний секретар військових справ Симон Петлюра подав у відставку. Це безпосередньо вплинуло на кар'єру Олександра. Як брата опозиціонера, його за наказом командувача І Українського Корпусу генерала Павла Скоропадського демобілізували.
Попри демобілізацію Олександр не відмовився від військової служби і на братове запрошення в січні 1918 р. поїхав у Слобідську Україну, де Симон розпочав організацію козацьких добровольчих відділів. 25 січня 1918 р. виїхав до Шостки, де очолював таємну бойову повстанську організацію. Із таким відділом під кінець січня 1918 року вирушив визволяти захоплений більшовиками Київ. 10 березня 1918 р. офіційно демобілізувався з армії.
12 квітня 1918 р. став урядовим комісаром міста і району Хорол на Полтавщині. Він недовго був на цій посаді, бо вже 28 квітня 1918 генерал Павло Скоропадський ліквідував республіку, закликаючи до Гетьманату Української держави. Попри критичне ставлення до Гетьманату, Олександр повернувся до військової служби. Гетьман Скоропадський був одним із прихильників створення Збройних Сил України, тож були потрібні офіцерські кадри. У серпні 1918 року Олександра підвищили до поручника.
17 лютого 1919 р. знову був мобілізований, перебував у резерві старшин штабу Дієвої армії УНР. З 20 березня 1919 р. — полковник (за посадою) для доручень штабу Правобережного фронту. З 1 квітня 1919 р. — полковник (за посадою) для доручень штабу Гуцульського Коша. З 20 травня 1919 р. — старшина для зв'язку штабу Дієвої армії УНР у 16-му пішому загоні (згодом — 3-й дивізії, незабаром перейменованій у Залізну). 15 листопада 1919 р. був відряджений Головним Отаманом УНР за кордон. З січня 1920 р. — булавний старшина для доручень Головного Отамана УНР. З 14 травня 1920 р. — командир Етапного куреня 3-ї Залізної стрілецької дивізії Армії УНР.
У жовтні 1920 року після підписання Польською республікою мирних угод у Ризі українські війська вирішили самостійно продовжувати боротьбу. Олександр Петлюра служив у складі головних сил (7 і 9 бригади) під командуванням полковника Павла Шандрука. Після поразки військ УНР разом із III дивізією перейшов Збруч і став інтернованим у Польській республіці.
З 1923 р. жив на еміграції у Польській республіці. З 1928 р. під прізвищем Хорольський служив контрактовим офіцером польської армії у 1-му піхотному полку у Вільно. Останнє звання у польській армії — майор.
Після вступу литовських військ до Вільно, у вересні 1939 р, був інтернований у Литві. У 1940 р. звільнений з полону за нез'ясованих обставин.
У 1941–1944 рр. разом з Єфремом Скрипником працював редактором газети «Волинь», що виходила у Рівному.
У 1944 р. виїхав до Західної Європи, у 1950 р. — до Канади. Помер і похований в Торонто на цвинтарі «Проспект».